# Liechtenstein a 2022. évi téli olimpiai játékokon
Liechtenstein a kínai Pekingben megrendezett 2022. évi téli olimpiai játékok egyik részt vevő nemzete volt. Az országot az olimpián 2 sportágban 1 férfi és 1 női sportoló képviselte, akik érmet nem szereztek.

## Alpesisí
Férfi
| Versenyző      | Versenyszám            | Eredmény | Helyezés |
| -------------- | ---------------------- | -------- | -------- |
| Marco Pfiffner | Lesiklás               | 1:45,79  | 28.      |
| Marco Pfiffner | Szuperóriás-műlesiklás | 1:23,66  | 28.      |

| Versenyző      | Versenyszám | Lesiklás | Lesiklás | Műlesiklás | Műlesiklás | Összesítés | Összesítés |
| Versenyző      | Versenyszám | Idő      | Hely.    | Idő        | Hely.      | Idő        | Helyezés   |
| -------------- | ----------- | -------- | -------- | ---------- | ---------- | ---------- | ---------- |
| Marco Pfiffner | Összetett   | 1:45,11  | 13.      | 51,29      | 9.         | 2:36,40    | 11.        |

## Sífutás
Távolsági
Női
| Versenyző     | Versenyszám | Klasszikus | Klasszikus | Szabad  | Szabad | Összesen | Összesen |
| Versenyző     | Versenyszám | Idő        | Hely.      | Idő     | Hely.  | Idő      | Helyezés |
| ------------- | ----------- | ---------- | ---------- | ------- | ------ | -------- | -------- |
| Nina Riedener | 10 km       |            |            |         |        | 33:49,0  | 11.      |
| Nina Riedener | 15 km       | 27:02,0    | 54.        | 25:15,9 | 57.    | 52:55,1  | 57.      |